# Liste des matchs de l'équipe du Cambodge de football par adversaire
Cette liste présente les matchs de l'équipe du Cambodge de football par adversaire rencontré.

## A

### Australie
Confrontations entre l'Australie et le Cambodge :
| Date             | Lieu       | Match                | Score | Compétition  |
| 26 novembre 1965 | Phnom Penh | Cambodge - Australie | 0-0   | Match amical |

Bilan
- Total de matchs disputés : 1
- Victoires de l'équipe d'Australie : 0
- Match nul : 1
- Victoires de l'équipe du Cambodge : 0

## B

### Bangladesh
Confrontations entre le Cambodge et le Bangladesh :
| Date           | Lieu      | Match                 | Score | Compétition                                 |
| 1er avril 2006 | Dacca     | Bangladesh - Cambodge | 2-1   | Qualifications AFC Challenge Cup (groupe C) |
| 22 août 2007   | New Delhi | Bangladesh - Cambodge | 1-1   | Nehru Cup                                   |
| 26 avril 2009  | Dacca     | Bangladesh - Cambodge | 1-0   | Qualifications AFC Challenge Cup (groupe A) |

Bilan
Total de matchs disputés : 3
- Victoires de l'équipe du Bangladesh : 2
- Match nul : 1
- Victoire de l'équipe du Cambodge : 0

### Bhoutan

#### Confrontations
Confrontations entre le Cambodge et le Bhoutan :
|   | Date         | Lieu       | Match              | Score | Compétition  |
| - | ------------ | ---------- | ------------------ | ----- | ------------ |
| 1 | 20 août 2015 | Phnom Penh | Cambodge - Bhoutan | 2-0   | Match amical |

#### Bilan
Au 30 mars 2019 :
- Total de matchs disputés : 1
- Victoires du Cambodge : 1
- Match nul : 0
- Victoires du Bhoutan : 0
- Total de buts marqués par le Cambodge : 2
- Total de buts marqués par le Bhoutan : 0

### Birmanie
Confrontations entre le Cambodge et la Birmanie :
| Date              | Lieu                 | Match               | Score | Compétition                                               |
| 3 septembre 1957  | Kuala Lumpur         | Birmanie - Cambodge | 2-0   | Poule de consolation de la Merdeka Cup                    |
| 11 décembre 1961  | Rangoun              | Birmanie- Cambodge  | 4-0   | Jeux de l'Asie du Sud-Est péninsulaire                    |
| 16 novembre 1967  | Rangoun              | Birmanie- Cambodge  | 1-0   | Tour préliminaire à la Coupe d'Asie des nations, groupe 1 |
| 13 décembre 1970  | Bangkok              | Birmanie - Cambodge | 2-1   | Jeux asiatiques groupe B                                  |
| 14 juin 1971      | Jakarta              | Birmanie - Cambodge | 8-0   | Tournoi anniversaire de Jakarta                           |
| 20 juin 1972      | Jakarta              | Cambodge - Birmanie | 3-0   | Tournoi anniversaire de Jakarta                           |
| 30 septembre 1973 | Séoul                | Cambodge - Birmanie | 0-0   | Finale President's Cup                                    |
| 20 mai 1974       | Séoul                | Birmanie - Cambodge | 6-0   | Match pour la 3e place President's Cup                    |
| 5 septembre 1996  | Singapour            | Birmanie - Cambodge | 5-0   | 1er tour (groupe A) du championnat de l'ASEAN de football |
| 14 octobre 1997   | Jakarta              | Cambodge - Birmanie | 3-1   | Jeux d'Asie du Sud-Est                                    |
| 19 décembre 2002  | Jakarta              | Birmanie - Cambodge | 5-0   | 1er tour (groupe A) du championnat de l'ASEAN de football |
| 22 août 2008      | Jakarta              | Birmanie - Cambodge | 7-1   | 1er tour Independence Cup (groupe B)                      |
| 9 décembre 2008   | Soreang              | Birmanie - Cambodge | 3-2   | 1er tour (groupe A) de l'AFF Suzuki Cup 2008              |
| 30 avril 2009     | Dacca                | Birmanie - Cambodge | 1-0   | Qualifications AFC Challenge Cup (groupe A)               |
| 11 octobre 2012   | Rangoun Birmanie     | Birmanie - Cambodge | 3-0   | Qualifications pour l'AFF Suzuki Cup 2012                 |
| 18 octobre 2014   | Vientiane Laos       | Cambodge - Birmanie | 0-1   | Qualifications pour l'AFF Suzuki Cup 2014                 |
| 5 juin 2015       | Nonthaburi Thaïlande | Cambodge - Birmanie | 1-0   | Match amical                                              |
| 23 novembre 2016  | Rangoun Birmanie     | Birmanie - Cambodge | 3-1   | 1er tour (groupe B) de l'AFF Suzuki Cup 2016              |
| 9 novembre 2017   | Phnom Penh Cambodge  | Cambodge - Birmanie | 1-2   | Match amical                                              |

Bilan
Total de matchs disputés : 19
- Victoires de l'équipe de Birmanie : 15
- Matchs nuls : 1
- Victoire de l'équipe du Cambodge : 3

### Brunei
Confrontations entre le Cambodge et Brunei :
| Date             | Lieu                | Match             | Score | Compétition                                               |
| 6 octobre 1997   | Jakarta             | Brunei - Cambodge | 0-4   | Jeux d'Asie du Sud-Est                                    |
| 2 août 1999      | Bandar Seri Begawan | Brunei - Cambodge | 3-3   | Jeux d'Asie du Sud-Est                                    |
| 16 novembre 2006 | Bacolod             | Brunei - Cambodge | 1-1   | Qualifications au championnat de l'ASEAN de football 2007 |
| 25 octobre 2008  | Phnom Penh          | Cambodge - Brunei | 2-1   | Qualifications à l'AFF Suzuki Cup 2008                    |
| 9 octobre 2012   | Rangoun Birmanie    | Cambodge - Brunei | 2-3   | Qualifications à l'AFF Suzuki Cup 2012                    |
| 26 mars 2013     | Manille Philippines | Cambodge - Brunei | 3-0   | Qualifications pour l'AFC Challenge Cup 2014              |
| 20 octobre 2014  | Vientiane Laos      | Cambodge - Brunei | 1-0   | Qualifications à l'AFF Suzuki Cup 2014                    |
| 3 novembre 2015  | Phnom Penh Cambodge | Cambodge - Brunei | 6-1   | Match amical                                              |
| 18 octobre 2016  | Phnom Penh Cambodge | Cambodge - Brunei | 3-0   | Qualifications à l'AFF Suzuki Cup 2016                    |

Bilan
Total de matchs disputés : 9
- Victoires de l'équipe de Brunei : 1
- Matchs nuls : 2
- Victoires de l'équipe du Cambodge : 6

## C

### Chine
Confrontations entre le Cambodge et la Chine :
| Date            | Lieu        | Match            | Score | Compétition                                                   |
| 27 avril 1963   | Jakarta     | Chine - Cambodge | 6-0   | Tournoi anniversaire de Jakarta                               |
| 7 août 1965     | Pyongyang   | Chine - Cambodge | 3-1   | Tournoi qualificatif aux Jeux des Nouvelles Forces Émergentes |
| 4 décembre 1966 | Phnom Penh  | Cambodge - Chine | 0-4   | Jeux des Nouvelles Forces Émergentes                          |
| 2 décembre 1998 | Surat Thani | Chine - Cambodge | 4-1   | 1er tour jeux asiatiques, groupe B                            |
| 6 mai 2001      | Phnom Penh  | Cambodge - Chine | 0-4   | 1er tour préliminaire à la Coupe du monde (groupe 9)          |
| 20 mai 2001     | Canton      | Chine - Cambodge | 3-1   | 1er tour préliminaire à la Coupe du monde (groupe 9)          |

Bilan
Total de matchs disputés : 6
- Victoires de l'équipe de Chine : 6
- Match nul : 0
- Victoire de l'équipe du Cambodge : 0

### Corée du Nord
Confrontations entre le Cambodge et la Corée du Nord :
| Date             | Lieu       | Match                    | Score | Compétition                          |
| 25 novembre 1966 | Phnom Penh | Cambodge - Corée du Nord | 0-2   | Jeux des Nouvelles Forces Émergentes |

Bilan
Total de matchs disputés : 1
- Victoires de l'équipe de Corée du Nord : 1
- Match nul : 0
- Victoire de l'équipe du Cambodge : 0

### Corée du Sud
Confrontations entre le Cambodge et la Corée du Sud :
| Date              | Lieu    | Match                   | Score | Compétition                         |
| 9 mai 1971        | Séoul   | Corée du Sud - Cambodge | 2-0   | 1er tour President's Cup (groupe A) |
| 10 mai 1972       | Bangkok | Corée du Sud - Cambodge | 4-1   | Coupe d'Asie des nations, poule B   |
| 8 juin 1972       | Jakarta | Corée du Sud - Cambodge | 2-0   | Tournoi anniversaire de Jakarta     |
| 22 septembre 1972 | Séoul   | Corée du Sud - Cambodge | 3-1   | 1er tour President's Cup (groupe A) |
| 22 septembre 1973 | Séoul   | Corée du Sud - Cambodge | 6-0   | 1er tour President's Cup (groupe A) |
| 16 décembre 1973  | Bangkok | Corée du Sud - Cambodge | 5-0   | 1er tour King's Cup (groupe B)      |
| 13 mai 1974       | Séoul   | Corée du Sud - Cambodge | 0-1   | 1er tour President's Cup (groupe A) |
| 13 décembre 1974  | Bangkok | Corée du Sud - Cambodge | 2-1   | 1er tour King's Cup (groupe A)      |

Bilan
Total de matchs disputés : 8
- Victoires de l'équipe de Corée du Sud : 7
- Match nul : 0
- Victoire de l'équipe du Cambodge : 1

## G

### Guam
Confrontations entre Guam et le Cambodge :
| Date             | Lieu       | Match           | Score | Compétition                                 |
| 6 avril 2006     | Dacca      | Cambodge - Guam | 3-0   | Qualifications AFC Challenge Cup (groupe C) |
| 19 novembre 2013 | Phnom Penh | Cambodge - Guam | 0-2   | Match amical                                |

Bilan
- Total de matchs disputés : 2
- Victoires de l'équipe de Guam : 1
- Match nul : 0
- Victoires de l'équipe du Cambodge : 1

### Guinée
Confrontations entre la Guinée et le Cambodge :
| Date          | Lieu      | Match             | Score | Compétition                                                   |
| 1er août 1965 | Pyongyang | Guinée - Cambodge | 2-1   | Tournoi qualificatif aux Jeux des Nouvelles Forces Émergentes |

Bilan
- Total de matchs disputés : 1
- Victoires de l'équipe de Guinée : 1
- Match nul : 0
- Victoires de l'équipe du Cambodge : 0

## H

### Hong Kong
Confrontations entre le Cambodge et le Hong Kong :
| Date               | Lieu         | Match                | Score | Compétition                                                               |
| 31 août 1957       | Kuala Lumpur | Hong Kong - Cambodge | 6-2   | 1er tour de la Merdeka Cup                                                |
| 24 mai 1971        | Bangkok      | Hong Kong - Cambodge | 1-2   | Tour préliminaire à la Coupe d'Asie des nations, groupe A Asie du Sud-Est |
| 10 août 1972       | Kuala Lumpur | Hong Kong - Cambodge | 0-1   | Match pour la cinquième place de la Merdeka Cup                           |
| 18 octobre 1999    | Hong Kong    | Hong Kong - Cambodge | 4-1   | Tour préliminaire de la Coupe d'Asie des nations, groupe 7                |
| 7 novembre 1999    | Phnom Penh   | Cambodge - Hong Kong | 0-1   | Tour préliminaire de la Coupe d'Asie des nations, groupe 7                |
| 1er septembre 2016 | Hong Kong    | Hong Kong - Cambodge | 4-2   | Match amical                                                              |
| 6 octobre 2016     | Phnom Penh   | Cambodge - Hong Kong | 0-2   | Match amical                                                              |

Bilan
Total de matchs disputés : 7
- Victoires de l'équipe de Hong Kong : 5
- Match nul : 0
- Victoire de l'équipe du Cambodge : 2

## I

### Inde
Confrontations entre le Cambodge et l'Inde :
| Date             | Lieu                | Match           | Score | Compétition                                               |
| 27 août 1964     | Kuala Lumpur        | Inde - Cambodge | 4-0   | 1er tour de la Merdeka Cup (groupe A)                     |
| 18 novembre 1967 | Rangoun             | Inde - Cambodge | 1-3   | Tour préliminaire à la Coupe d'Asie des nations, groupe 1 |
| 1er août 1973    | Kuala Lumpur        | Inde - Cambodge | 3-0   | 1er tour de la Merdeka Cup (groupe A)                     |
| 17 août 2007     | New Delhi           | Inde - Cambodge | 6-0   | Nehru Cup                                                 |
| 22 mars 2017     | Phnom Penh Cambodge | Cambodge - Inde | 2-3   | Match amical                                              |

Bilan
Total de matchs disputés : 5
- Victoires de l'équipe d'Inde : 4
- Match nul : 0
- Victoire de l'équipe du Cambodge : 1

### Indonésie
Confrontations entre le Cambodge et l'Indonésie :
| Date              | Lieu                | Match                | Score | Compétition                                                                         |
| 6 août 1965       | Pyongyang           | Indonésie - Cambodge | 0-0   | Tournoi qualificatif aux Jeux des Nouvelles Forces Émergentes                       |
| 15 novembre 1970  | Bangkok             | Indonésie - Cambodge | 4-1   | 1er tour King's Cup (groupe B)                                                      |
| 30 mai 1971       | Bangkok             | Indonésie - Cambodge | 0-2   | Tour préliminaire à la Coupe d'Asie des nations, demi-finale groupe Asie du Sud-Est |
| 13 juin 1971      | Jakarta             | Indonésie - Cambodge | 1-0   | Tournoi anniversaire de Jakarta                                                     |
| 15 juin 1972      | Jakarta             | Indonésie - Cambodge | 4-0   | Tournoi anniversaire de Jakarta                                                     |
| 26 septembre 1973 | Séoul               | Indonésie - Cambodge | 2-3   | 1er tour President's Cup (groupe A)                                                 |
| 15 décembre 1974  | Bangkok             | Indonésie - Cambodge | 1-1   | 1er tour King's Cup (groupe A)                                                      |
| 6 décembre 1995   | Chiang Mai          | Indonésie - Cambodge | 10-0  | Jeux d'Asie du Sud-Est                                                              |
| 7 septembre 1996  | Singapour           | Indonésie - Cambodge | 3-0   | 1er tour (groupe A) du championnat de l'ASEAN de football                           |
| 6 avril 1997      | Jakarta             | Indonésie - Cambodge | 8-0   | 1er tour préliminaire à la Coupe du monde (groupe 5)                                |
| 27 avril 1997     | Phnom Penh          | Cambodge - Indonésie | 1-1   | 1er tour préliminaire à la Coupe du monde (groupe 5)                                |
| 31 juillet 1999   | Bandar Seri Begawan | Indonésie - Cambodge | 1-0   | Jeux d'Asie du Sud-Est                                                              |
| 30 octobre 1999   | Phnom Penh          | Cambodge - Indonésie | 1-5   | Tour préliminaire de la Coupe d'Asie des nations, groupe 7                          |
| 20 novembre 1999  | Jakarta             | Indonésie - Cambodge | 9-2   | Tour préliminaire de la Coupe d'Asie des nations, groupe 7                          |
| 22 avril 2001     | Jakarta             | Indonésie - Cambodge | 6-0   | 1er tour préliminaire à la Coupe du monde (groupe 9)                                |
| 29 avril 2001     | Phnom Penh          | Cambodge - Indonésie | 0-2   | 1er tour préliminaire à la Coupe du monde (groupe 9)                                |
| 17 décembre 2002  | Jakarta             | Indonésie - Cambodge | 4-2   | 1er tour (groupe A) du championnat de l'ASEAN de football                           |
| 13 décembre 2004  | Hanoï               | Indonésie - Cambodge | 8-0   | 1er tour (groupe A) du championnat de l'ASEAN de football                           |
| 21 août 2008      | Jakarta             | Indonésie - Cambodge | 7-0   | 1er tour Independence Cup (groupe B)                                                |
| 7 décembre 2008   | Jakarta             | Indonésie - Cambodge | 4-0   | 1er tour (groupe A) du championnat de l'ASEAN de football                           |
| 25 septembre 2014 | Malang              | Indonésie - Cambodge | 1-0   | Match amical                                                                        |
| 8 juin 2017       | Phnom Penh          | Cambodge - Indonésie | 0-2   | Match amical                                                                        |

Bilan
Total de matchs disputés : 22
- Victoires de l'équipe d'Indonésie : 17
- Matchs nuls : 3
- Victoire de l'équipe du Cambodge : 2

### Iran
Confrontations entre le Cambodge et l'Iran :
| Date        | Lieu    | Match           | Score | Compétition                                           |
| 7 mai 1972  | Bangkok | Iran - Cambodge | 2-0   | Coupe d'Asie des nations, match d'allocation de poule |
| 17 mai 1972 | Bangkok | Iran - Cambodge | 2-1   | Coupe d'Asie des nations, demi-finale                 |

Bilan
Total de matchs disputés : 2
- Victoires de l'équipe d'Iran : 2
- Match nul : 0
- Victoire de l'équipe du Cambodge : 0

## J

### Japon
Confrontations entre le Cambodge et le Japon, :
| Date             | Lieu         | Match            | Score | Compétition                                                    |
| 3 septembre 1964 | Kuala Lumpur | Japon - Cambodge | 4-0   | 1er tour de la Merdeka Cup (groupe A)                          |
| 12 décembre 1970 | Bangkok      | Japon - Cambodge | 1-0   | Jeux asiatiques groupe B                                       |
| 6 août 1972      | Kuala Lumpur | Japon - Cambodge | 4-1   | 1er tour de la Merdeka Cup (groupe 1)                          |
| mai 1974         | Corée du Sud | Cambodge - Japon | 1-1   | 1er tour de la President's Cup (groupe 1)                      |
| 3 septembre 2015 | Saitama      | Japon - Cambodge | 3-0   | Qualifications pour la Coupe du Monde 2018 (2e tour, Groupe E) |
| 17 novembre 2015 | Phnom Penh   | Cambodge - Japon | 0-2   | Qualifications pour la Coupe du Monde 2018 (2e tour, Groupe E) |

Bilan
Total de matchs disputés : 6
- Victoires de l'équipe du Japon : 5
- Match nul : 1
- Victoire de l'équipe du Cambodge : 0

## K

### Kirghizistan
Confrontations entre le Cambodge et le Kirghizistan :
| Date            | Lieu      | Match                   | Score | Compétition                                 |
| 19 octobre 2007 | New Delhi | Kirghizistan - Cambodge | 4-3   | Nehru Cup                                   |
| 25 mars 2011    | Malé      | Kirghizistan - Cambodge | 4-3   | Qualifications AFC Challenge Cup (groupe C) |

Bilan
Total de matchs disputés : 2
- Victoires de l'équipe du Kirghizistan : 2
- Match nul : 0
- Victoire de l'équipe du Cambodge : 0

### Koweït
Confrontations entre le Koweït et le Cambodge :
| Date        | Lieu    | Match             | Score | Compétition                       |
| 14 mai 1972 | Bangkok | Cambodge - Koweït | 4-0   | Coupe d'Asie des nations, poule B |

Bilan
- Total de matchs disputés : 1
- Victoires de l'équipe du Koweït : 0
- Match nul : 0
- Victoires de l'équipe du Cambodge : 1

## L

### Laos
Confrontations entre le Cambodge et le Laos :
| Date             | Lieu                | Match           | Score    | Compétition                                               |
| 14 décembre 1971 | Kuala Lumpur        | Laos - Cambodge | 0-2      | Jeux de l'Asie du Sud-Est péninsulaire                    |
| 9 septembre 1996 | Singapour           | Laos - Cambodge | 1-0      | 1er tour (groupe A) du championnat de l'ASEAN de football |
| 11 novembre 2000 | Songkhla            | Laos - Cambodge | 0-3      | 1er tour (groupe B) du championnat de l'ASEAN de football |
| 11 décembre 2004 | Hanoï               | Cambodge - Laos | 1-2      | 1er tour (groupe A) du championnat de l'ASEAN de football |
| 14 novembre 2006 | Bacolod             | Laos - Cambodge | 2-2      | Qualifications au championnat de l'ASEAN de football 2007 |
| 17 octobre 2008  | Phnom Penh          | Cambodge - Laos | 3-2      | Qualifications à l'AFF Suzuki Cup 2008                    |
| 22 octobre 2010  | Vientiane           | Laos - Cambodge | 0-0      | Tour préliminaire à l'AFF Suzuki Cup 2010                 |
| 29 juin 2011     | Phnom Penh          | Cambodge - Laos | 4-2      | 1er tour éliminatoires de la Coupe du monde               |
| 3 juillet 2011   | Vientiane           | Laos - Cambodge | 6-2 a.p. | 1er tour éliminatoires de la Coupe du monde               |
| 7 octobre 2012   | Rangoun Birmanie    | Laos - Cambodge | 1-0      | Qualifications à l'AFF Suzuki Cup 2012                    |
| 12 octobre 2014  | Vientiane Laos      | Laos - Cambodge | 3-2      | Qualifications à l'AFF Suzuki Cup 2014                    |
| 2 juin 2015      | Phnom Penh Cambodge | Cambodge - Laos | 1-1      | Match amical                                              |
| 29 août 2015     | Bangkok Thaïlande   | Laos - Cambodge | 2-1      | Match amical                                              |
| 15 octobre 2016  | Phnom Penh Cambodge | Cambodge - Laos | 2-1      | Qualifications à l'AFF Suzuki Cup 2016                    |

Bilan
Total de matchs disputés : 14
- Victoires de l'équipe du Laos : 7
- Matchs nuls : 3
- Victoires de l'équipe du Cambodge : 4

### Liban
Confrontations entre le Liban et le Cambodge :
| Date            | Lieu        | Match            | Score | Compétition                        |
| 4 décembre 1998 | Surat Thani | Liban - Cambodge | 5-1   | 1er tour jeux asiatiques, groupe B |

Bilan
- Total de matchs disputés : 1
- Victoires de l'équipe du Liban : 1
- Match nul : 0
- Victoires de l'équipe du Cambodge : 0

## M

### Macao
Confrontations entre le Cambodge et Macao :
| Date            | Lieu                | Match            | Score    | Compétition                                 |
| 28 mai 2008     | Phnom Penh          | Cambodge - Macao | 3-1      | Qualifications AFC Challenge Cup (groupe D) |
| 28 avril 2009   | Dacca               | Macao - Cambodge | 1-2      | Qualifications AFC Challenge Cup (groupe A) |
| 9 février 2011  | Phnom Penh          | Cambodge - Macao | 3-1      | Pré-qualifications AFC Challenge Cup        |
| 16 février 2011 | Macao               | Macao - Cambodge | 3-2 a.p. | Pré-qualifications AFC Challenge Cup        |
| 12 mars 2015    | Phnom Penh Cambodge | Cambodge - Macao | 3-0      | Qualifications pour la Coupe du Monde 2018  |
| 17 mars 2015    | Macao               | Macao - Cambodge | 1-1      | Qualifications pour la Coupe du Monde 2018  |

Bilan
Total de matchs disputés : 6
- Victoires de l'équipe de Macao : 1
- Match nul : 1
- Victoires de l'équipe du Cambodge : 4

### Malaisie
Confrontations entre la Malaisie et le Cambodge :
| Date              | Lieu                | Match               | Score | Compétition                                                               |
| 17 mars 1956      | Kuala Lumpur        | Malaisie - Cambodge | 9-2   | Tour préliminaire à la Coupe d'Asie des nations, demi-finale groupe 2     |
| 24 avril 1956     | Phnom Penh          | Cambodge - Malaisie | 3-2   | Tour préliminaire à la Coupe d'Asie des nations, demi-finale groupe 2     |
| 12 décembre 1961  | Rangoun             | Malaisie - Cambodge | 4-0   | Jeux de l'Asie du Sud-Est péninsulaire                                    |
| 9 novembre 1970   | Bangkok             | Malaisie - Cambodge | 1-1   | 1er tour King's Cup (groupe B)                                            |
| 14 décembre 1970  | Bangkok             | Malaisie - Cambodge | 0-2   | Jeux asiatiques groupe B                                                  |
| 3 mai 1971        | Séoul               | Malaisie - Cambodge | 3-1   | 1er tour President's Cup (groupe A)                                       |
| 26 mai 1971       | Bangkok             | Malaisie - Cambodge | 2-1   | Tour préliminaire à la Coupe d'Asie des nations, groupe A Asie du Sud-Est |
| 8 juin 1971       | Jakarta             | Malaisie - Cambodge | 1-1   | Tournoi anniversaire de Jakarta                                           |
| 15 juin 1971      | Jakarta             | Malaisie - Cambodge | 2-1   | Tournoi anniversaire de Jakarta                                           |
| 15 décembre 1971  | Kuala Lumpur        | Malaisie - Cambodge | 3-0   | Jeux de l'Asie du Sud-Est péninsulaire                                    |
| 19 juillet 1972   | Kuala Lumpur        | Malaisie - Cambodge | 6-1   | 1er tour de la Merdeka Cup (groupe A)                                     |
| 20 septembre 1972 | Séoul               | Malaisie - Cambodge | 1-0   | 1er tour President's Cup (groupe A)                                       |
| 29 octobre 1972   | Saïgon              | Malaisie - Cambodge | 0-1   | demi-finale tournoi Quoc Khanh                                            |
| 28 juillet 1973   | Kuala Lumpur        | Malaisie - Cambodge | 1-0   | 1er tour la Merdeka Cup (groupe A)                                        |
| 28 septembre 1973 | Séoul               | Malaisie - Cambodge | 0-2   | Demi-finale President's Cup                                               |
| 20 décembre 1973  | Bangkok             | Malaisie - Cambodge | 3-2   | 1er tour King's Cup (groupe B)                                            |
| 20 décembre 1974  | Bangkok             | Malaisie - Cambodge | 3-0   | Match pour la 3e place de la King's Cup                                   |
| 10 décembre 1995  | Lampoon             | Malaisie - Cambodge | 9-0   | Jeux d'Asie du Sud-Est                                                    |
| 4 août 1999       | Bandar Seri Begawan | Malaisie - Cambodge | 7-2   | Jeux d'Asie du Sud-Est                                                    |
| 14 octobre 2000   | Kuala Lumpur        | Malaisie - Cambodge | 2-0   |                                                                           |
| 17 octobre 2000   | Kuala Lumpur        | Malaisie - Cambodge | 1-1   |                                                                           |
| 9 novembre 2000   | Songkhla            | Malaisie - Cambodge | 3-2   | 1er tour (groupe B) du championnat de l'ASEAN de football                 |
| 11 décembre 2002  | Kuala Lumpur        | Malaisie - Cambodge | 5-0   | Match amical                                                              |
| 18 juin 2007      | Kuala Lumpur        | Malaisie - Cambodge | 6-0   | Match amical                                                              |
| 20 septembre 2014 | Shah Alam           | Malaisie - Cambodge | 4-1   | Match amical                                                              |
| 20 novembre 2016  | Rangoun Birmanie    | Malaisie - Cambodge | 3-2   | 1er tour (groupe B) de l'AFF Suzuki Cup 2016                              |

Bilan
- Total de matchs disputés : 26
- Victoires de l'équipe de Malaisie : 19
- Match nul : 3
- Victoires de l'équipe du Cambodge : 4

### Maldives
Confrontations entre le Cambodge et les Maldives :
| Date           | Lieu       | Match               | Score | Compétition                                          |
| 1er avril 2001 | Male       | Maldives - Cambodge | 6-0   | 1er tour préliminaire à la Coupe du monde (groupe 9) |
| 15 avril 2001  | Phnom Penh | Cambodge - Maldives | 1-1   | 1er tour préliminaire à la Coupe du monde (groupe 9) |
| 21 mars 2011   | Male       | Maldives - Cambodge | 4-0   | Qualifications AFC Challenge Cup (groupe C)          |

Bilan
Total de matchs disputés : 3
- Victoires de l'équipe des Maldives : 2
- Match nul : 1
- Victoire de l'équipe du Cambodge : 0

## N

### Népal
Confrontations entre le Népal et le Cambodge :
| Date        | Lieu       | Match            | Score | Compétition                                 |
| 26 mai 2008 | Phnom Penh | Cambodge - Népal | 0-1   | Qualifications AFC Challenge Cup (groupe D) |

Bilan
- Total de matchs disputés : 1
- Victoires de l'équipe du Népal : 1
- Match nul : 0
- Victoires de l'équipe du Cambodge : 0

## O

### Ouzbékistan
Confrontations entre l'Ouzbékistan  et le Cambodge :
| Date         | Lieu       | Match                  | Score | Compétition                                          |
| 25 mai 1997  | Tachkent   | Ouzbékistan - Cambodge | 6-0   | 1er tour préliminaire à la Coupe du monde (groupe 5) |
| 29 juin 1997 | Phnom Penh | Cambodge - Ouzbékistan | 1-4   | 1er tour préliminaire à la Coupe du monde (groupe 5) |

Bilan
- Total de matchs disputés : 2
- Victoires de l'équipe d'Ouzbékistan : 2
- Match nul : 0
- Victoires de l'équipe du Cambodge : 0

## P

### Pakistan
Confrontations entre le Pakistan et le Cambodge :
| Date             | Lieu    | Match               | Score | Compétition                                               |
| 13 novembre 1967 | Rangoun | Cambodge - Pakistan | 1-0   | Tour préliminaire à la Coupe d'Asie des nations, groupe 1 |

Bilan
- Total de matchs disputés : 1
- Victoires de l'équipe du Pakistan : 0
- Match nul : 0
- Victoires de l'équipe du Cambodge : 1

### Palestine
Confrontations entre la Palestine et le Cambodge :
| Date         | Lieu  | Match                | Score | Compétition                                 |
| 3 avril 2006 | Dacca | Palestine - Cambodge | 4-0   | Qualifications AFC Challenge Cup (groupe C) |

Bilan
- Total de matchs disputés : 1
- Victoires de l'équipe de Palestine : 1
- Match nul : 0
- Victoires de l'équipe du Cambodge : 0

### Philippines
Confrontations entre le Cambodge et les Philippines :
| Date              | Lieu         | Match                  | Score | Compétition                                                       |
| 6 juin 1972       | Jakarta      | Cambodge - Philippines | 4-0   | Tournoi anniversaire de Jakarta                                   |
| 2 août 1972       | Kuala Lumpur | Philippines- Cambodge  | 2-2   | 1er tour de la Merdeka Cup (groupe A)                             |
| 27 septembre 1972 | Séoul        | Philippines - Cambodge | 1-0   | match classement President's Cup                                  |
| 26 mars 1998      | Singapour    | Philippines- Cambodge  | 1-1   | Phase qualification (groupe B) Championnat de l'ASEAN de football |
| 21 décembre 2002  | Jakarta      | Cambodge - Philippines | 1-0   | 1er tour (groupe A) du championnat de l'ASEAN de football         |
| 18 novembre 2006  | Bacolod      | Philippines - Cambodge | 1-0   | Qualifications au championnat de l'ASEAN de football              |
| 23 octobre 2008   | Phnom Penh   | Cambodge - Philippines | 2-3   | Qualifications au championnat de l'ASEAN de football              |
| 26 octobre 2010   | Vientiane    | Philippines- Cambodge  | 0-0   | Tour préliminaire du Championnat de l'ASEAN de football           |
| 5 septembre 2012  | Phnom Penh   | Cambodge - Philippines | 0-0   | Match amical                                                      |
| 24 mars 2013      | Manille      | Philippines - Cambodge | 8-0   | Qualifications à l'AFC Challenge Cup 2014 (Groupe E)              |
| 14 novembre 2014  | Manille      | Philippines - Cambodge | 3-0   | Match amical                                                      |

Bilan
Total de matchs disputés : 11
- Victoires de l'équipe des Philippines : 5
- Matchs nuls : 4
- Victoire de l'équipe du Cambodge : 2

## S

### Singapour
Confrontations entre le Cambodge et Singapour :
| Date             | Lieu                | Match                | Score          | Compétition                                                       |
| 5 septembre 1957 | Kuala Lumpur        | Singapour - Cambodge | 1-1            | Poule de consolation de la Merdeka Cup                            |
| 10 juin 1972     | Jakarta             | Cambodge - Singapour | 3-0            | Tournoi anniversaire de Jakarta                                   |
| 28 octobre 1972  | Saïgon              | Singapour - Cambodge | 1-0            | 1er tour tournoi Quoc Khanh                                       |
| 26 juillet 1973  | Kuala Lumpur        | Singapour - Cambodge | 1-1 1-0 t.a.b. | Pré-qualifications à la Merdeka Cup                               |
| 10 août 1973     | Kuala Lumpur        | Singapour - Cambodge | 3-0            | Match pour la 9e place de la Merdeka Cup                          |
| 10 octobre 1997  | Jakarta             | Singapour - Cambodge | 2-1            | Jeux d'Asie du Sud-Est                                            |
| 28 mars 1998     | Singapour           | Singapour - Cambodge | 3-0            | Phase qualification (groupe B) Championnat de l'ASEAN de football |
| 9 août 1999      | Bandar Seri Begawan | Singapour - Cambodge | 2-0            | Jeux d'Asie du Sud-Est                                            |
| 5 novembre 2000  | Songkhla            | Singapour - Cambodge | 1-0            | 1er tour (groupe B) du championnat de l'ASEAN de football         |
| 15 décembre 2004 | Hanoï               | Singapour - Cambodge | 3-0            | 1er tour (groupe A) du championnat de l'ASEAN de football         |
| 11 octobre 2005  | Phnom Penh          | Cambodge - Singapour | 0-2            |                                                                   |
| 5 décembre 2008  | Jakarta             | Singapour - Cambodge | 5-0            | 1er tour (groupe A) du championnat de l'ASEAN de football         |
| 24 novembre 2013 | Singapour           | Singapour - Cambodge | 1-0            | Match amical                                                      |
| 17 novembre 2014 | Singapour           | Singapour - Cambodge | 4-2            | Match amical                                                      |
| 11 juin 2015     | Phnom Penh          | Cambodge - Singapour | 0-4            | Qualifications pour la Coupe du Monde 2018 (2e tour, Groupe E)    |
| 13 octobre 2015  | Singapour           | Singapour - Cambodge | 2-1            | Qualifications pour la Coupe du Monde 2018 (2e tour, Groupe E)    |
| 28 juillet 2016  | Phnom Penh          | Cambodge - Singapour | 2-1            | Match amical                                                      |
| 13 novembre 2016 | Singapour           | Singapour - Cambodge | 1-0            | Match amical                                                      |

Bilan
Total de matchs disputés : 19
- Victoires de l'équipe de Singapour : 16
- Match nul : 1
- Victoires de l'équipe du Cambodge : 2

### Sri Lanka
Confrontations entre le Cambodge et le Sri Lanka :
| Date           | Lieu         | Match                | Score | Compétition                           |
| 1er août 1972  | Kuala Lumpur | Cambodge - Sri Lanka | 6-1   | 1er tour de la Merdeka Cup (groupe A) |
| 28 mars 2001   | Colombo      | Sri Lanka - Cambodge | 1-0   | Match amical                          |
| 9 octobre 2016 | Phnom Penh   | Cambodge - Sri Lanka | 4-0   | Match amical                          |

Bilan
Total de matchs disputés : 3
- Victoires de l'équipe de Sri Lanka : 1
- Match nul : 0
- Victoires de l'équipe du Cambodge : 2

### Sud-Viêt Nam
Confrontations entre le Cambodge et le Sud-Viêt Nam :
| Date              | Lieu    | Match                   | Score | Compétition                               |
| 13 novembre 1970  | Bangkok | Sud-Viêt Nam - Cambodge | 2-2   | 1er tour King's Cup (groupe B)            |
| 1er novembre 1972 | Saïgon  | Sud-Viêt Nam- Cambodge  | 1-2   | Finale tour tournoi Quoc Khanh            |
| 11 décembre 1974  | Bangkok | Cambodge - Sud-Viêt Nam | 3-2   | 1er tour King's Cup (groupe A)            |
| 16 décembre 1974  | Bangkok | Cambodge - Sud-Viêt Nam | 2-0   | Classement 1er tour King's Cup (groupe A) |

Bilan
Total de matchs disputés : 4
- Victoires de l'équipe du Sud-Viêt Nam : 0
- Match nul : 1
- Victoire de l'équipe du Cambodge : 3

### Syrie
Confrontations entre le Cambodge et la Syrie :
| Date             | Lieu       | Match            | Score | Compétition                                                    |
| 25 août 2007     | New Delhi  | Syrie - Cambodge | 5-1   | Nehru Cup                                                      |
| 8 septembre 2015 | Phnom Penh | Cambodge - Syrie | 0-6   | Qualifications pour la Coupe du Monde 2018 (2e tour, Groupe E) |
| 24 mars 2016     | Sib Oman   | Syrie - Cambodge | 6-0   | Qualifications pour la Coupe du Monde 2018 (2e tour, Groupe E) |

Bilan
Total de matchs disputés : 3
- Victoires de l'équipe du Syrie : 3
- Match nul : 0
- Victoire de l'équipe du Cambodge : 0

## T

### Tadjikistan
Confrontations entre le Cambodge et le Tadjikistan :
| Date         | Lieu | Match                  | Score | Compétition                                 |
| 23 mars 2011 | Male | Tadjikistan - Cambodge | 3-0   | Qualifications AFC Challenge Cup (groupe C) |

Bilan
Total de matchs disputés : 1
- Victoires de l'équipe du Tadjikistan : 1
- Match nul : 0
- Victoire de l'équipe du Cambodge : 0

### Taïwan
Confrontations entre Taïwan et le Cambodge :
| Date           | Lieu         | Match             | Score | Compétition                                                             |
| 23 août 1964   | Kuala Lumpur | Taïwan - Cambodge | 4-0   |                                                                         |
| 8 octobre 2014 | Taipei       | Taïwan - Cambodge | 0-2   | Match amical                                                            |
| 2 juin 2016    | Kaohsiung    | Taïwan - Cambodge | 2-2   | Qualifications pour la Coupe d'Asie des nations 2019 (match de barrage) |
| 7 juin 2016    | Phnom Penh   | Cambodge - Taïwan | 2-0   | Qualifications pour la Coupe d'Asie des nations 2019 (match de barrage) |

Bilan
- Total de matchs disputés : 4
- Victoires de l'équipe de Taïwan : 1
- Match nul : 1
- Victoires de l'équipe du Cambodge : 2

### Thaïlande
Confrontations entre le Cambodge et la Thaïlande :
| Date               | Lieu         | Match                | Score          | Compétition                                                                    |
| 1er septembre 1957 | Kuala Lumpur | Thaïlande - Cambodge | 3-0            | Poule de consolation de la Merdeka Cup                                         |
| 1er septembre 1964 | Kuala Lumpur | Thaïlande - Cambodge | 1-0            | 1er tour du tournoi de la Merdeka Cup (groupe A)                               |
| 5 mai 1971         | Séoul        | Thaïlande - Cambodge | 4-3            | 1er tour President's Cup (groupe A)                                            |
| 21 mai 1971        | Bangkok      | Thaïlande - Cambodge | 1-1 a. p.      |                                                                                |
| 1er juin 1971      | Bangkok      | Thaïlande - Cambodge | 4-2            | Tour préliminaire à la Coupe d'Asie des nations, finale groupe Asie du Sud-Est |
| 12 juin 1971       | Jakarta      | Cambodge - Thaïlande | 3-0            | Tournoi anniversaire de Jakarta                                                |
| 12 décembre 1971   | Kuala Lumpur | Thaïlande - Cambodge | 1-1            | Jeux de l'Asie du Sud-Est péninsulaire                                         |
| 19 mai 1972        | Bangkok      | Thaïlande - Cambodge | 2-2 5:3 t.a.b. | Coupe d'Asie des nations, match pour la 3e place                               |
| 12 juin 1972       | Jakarta      | Cambodge - Thaïlande | 2-0            | Tournoi anniversaire de Jakarta                                                |
| 24 septembre 1972  | Séoul        | Thaïlande - Cambodge | 0-0            | 1er tour President's Cup (groupe A)                                            |
| 6 août 1973        | Kuala Lumpur | Thaïlande - Cambodge | 4-1            | 1er tour de la Merdeka Cup (groupe A)                                          |
| 3 novembre 1974    | Saïgon       | Thaïlande - Cambodge | 2-2            | 1er tour tournoi Quoc Khanh (groupe B)                                         |
| 18 décembre 1974   | Bangkok      | Thaïlande - Cambodge | 1-0            | demi-finale King's Cup                                                         |
| 12 décembre 1995   | Chiang Mai   | Thaïlande - Cambodge | 9-0            | Jeux d'Asie du Sud-Est                                                         |
| 12 octobre 1997    | Jakarta      | Thaïlande - Cambodge | 2-0            | Jeux d'Asie du Sud-Est                                                         |

Bilan
Total de matchs disputés : 15
- Victoires de l'équipe de Thaïlande : 10
- Match nul : 3
- Victoire de l'équipe du Cambodge : 2

### Timor oriental

#### Confrontations
Confrontations entre le Cambodge et le Timor oriental :
|   | Date             | Lieu       | Match                     | Score | Compétition                                     |
| - | ---------------- | ---------- | ------------------------- | ----- | ----------------------------------------------- |
| 1 | 20 novembre 2006 | Bacolod    | Cambodge - Timor oriental | 4-1   | Championnat de l'ASEAN 2007 (tour préliminaire) |
| 2 | 19 octobre 2008  | Phnom Penh | Cambodge - Timor oriental | 2-2   | AFF Suzuki Cup 2008 (tour préliminaire)         |
| 3 | 24 octobre 2010  | Vientiane  | Cambodge - Timor oriental | 4-2   | AFF Suzuki Cup 2010 (tour préliminaire)         |
| 4 | 5 octobre 2012   | Rangoun    | Cambodge - Timor oriental | 1-5   | AFF Suzuki Cup 2012 (tour préliminaire)         |
| 5 | 16 octobre 2014  | Vientiane  | Timor oriental - Cambodge | 2-3   | AFF Suzuki Cup 2014 (tour préliminaire)         |
| 6 | 29 mai 2016      | Phnom Penh | Cambodge - Timor oriental | 2-0   | Match amical                                    |
| 7 | 21 octobre 2016  | Phnom Penh | Cambodge - Timor oriental | 3-2   | AFF Suzuki Cup 2016 (tour préliminaire)         |
| 8 | 12 octobre 2018  | Phnom Penh | Cambodge - Timor oriental | 2-2   | Match amical                                    |

#### Bilan
Au 11 avril 2019 :
- Total de matchs disputés : 8
- Victoires du Cambodge : 5
- Match nul : 2
- Victoires du Timor oriental : 1
- Total de buts marqués par le Cambodge : 16
- Total de buts marqués par le Timor oriental : 5

### Turkménistan
Confrontations entre le Cambodge et le Turkménistan :
| Date             | Lieu       | Match                   | Score | Compétition                                          |
| 11 octobre 2007  | Phnom Penh | Cambodge - Turkménistan | 0-1   | 1er tour éliminatoires de la Coupe du monde          |
| 20 novembre 2006 | Achgabat   | Turkménistan - Cambodge | 4-1   | 1er tour éliminatoires de la Coupe du monde          |
| 22 mars 2013     | Manille    | Turkménistan - Cambodge | 7-0   | Qualifications à l'AFC Challenge Cup 2014 (Groupe E) |

Bilan
Total de matchs disputés : 3
- Victoires de l'équipe du Turkménistan : 3
- Match nul : 0
- Victoire de l'équipe du Cambodge : 0

## V

### Viêt Nam
Confrontations entre le Cambodge et le Viêt Nam :
| Date             | Lieu              | Match               | Score | Compétition                                               |
| 8 décembre 1995  | Lamphun           | Viêt Nam - Cambodge | 4-0   | Jeux d'Asie du Sud-Est                                    |
| 2 septembre 1996 | Singapour         | Viêt Nam - Cambodge | 3-1   | 1er tour (groupe A) du championnat de l'ASEAN de football |
| 7 novembre 2000  | Songkhla          | Viêt Nam - Cambodge | 6-0   | 1er tour (groupe B) du championnat de l'ASEAN de football |
| 15 décembre 2002 | Jakarta           | Viêt Nam - Cambodge | 9-2   | 1er tour (groupe A) du championnat de l'ASEAN de football |
| 9 décembre 2004  | Hô Chi Minh-Ville | Viêt Nam - Cambodge | 9-1   | 1er tour (groupe A) du championnat de l'ASEAN de football |
| 26 novembre 2016 | Naypyidaw         | Viêt Nam - Cambodge | 2-1   | 1er tour (groupe B) de l'AFF Suzuki Cup 2016              |
| 5 septembre 2017 | Phnom Penh        | Cambodge - Viêt Nam | 1-2   | 3e tour qualificatif pour la Coupe d'Asie 2019 (Groupe C) |
| 10 octobre 2017  | Hô Chi Minh-Ville | Viêt Nam - Cambodge | 5-0   | 3e tour qualificatif pour la Coupe d'Asie 2019 (Groupe C) |

Bilan
Total de matchs disputés : 8
- Victoires de l'équipe de Viêt Nam : 8
- Match nul : 0
- Victoire de l'équipe du Cambodge : 0

## Y

### Yémen
Confrontations entre le Cambodge et le Yémen :
| Date          | Lieu       | Match            | Score | Compétition                                          |
| 20 avril 1997 | Phnom Penh | Cambodge - Yémen | 0-1   | 1er tour préliminaire à la Coupe du monde (groupe 5) |
| 16 mai 1997   | Sanaa      | Yémen - Cambodge | 7-0   | 1er tour préliminaire à la Coupe du monde (groupe 5) |

Bilan
Total de matchs disputés : 2
- Victoires de l'équipe du Yémen : 2
- Match nul : 0
- Victoire de l'équipe du Cambodge : 0